# Esa Oksanen
Esa Oksanen, född 1980, är en finsk bandyspelare med Narukerä som moderklubb. Han har tidigare spelat i Ljusdals BK innan han värvades till Bollnäs GIF inför säsongen 2007/2008. Oksanen är en mångsidig spelare som både kan spela halv och mittfältare men spelar nu anfallare i Bollnäs. Han är yngre bror till Timo Oksanen. Han skadade sig i handen under en försäsongsmatch mot Tillberga IK Bandy och var borta i inledning av vintersäsongen 2007. Efter endast en säsong i Bollnäs begav sig Esa Oksonen söderut till Trollhättan där han skulle komma att  spela som halv, den roll där han trivs bäst.